# F. M. Summerfield
F. M. Summerfield war ein Montagewerk für Kraftfahrzeuge und damit Teil der Automobilindustrie in Irland.

## Unternehmensgeschichte
Frederick M. Summerfield und Richard J. Duggan gründeten das Unternehmen am 1. Mai 1923. Der Sitz war in Dublin. Francis F. Tiernay war Manager. Zunächst waren sie nur als Autohaus tätig und vertrieben Fahrzeuge von der Maxwell Motor Company und Chrysler. 1934 begann die Montage von Automobilen. Die Teile kamen von Chrysler und Plymouth, zeitweise auch von DeSoto. Alle Fahrzeuge wurden als Chrysler vermarktet. 1941 wurde die Produktion wegen des Zweiten Weltkriegs unterbrochen.
1945 ging es weiter. Chrysler-Modelle entstanden von 1945 bis 1951 und Plymouth-Modelle, die nun Chrysler Plymouth genannt wurden, von 1946 bis 1960. Außerdem sind für 1945 einige Lastkraftwagen von Fargo überliefert. Daneben wurden ab etwa 1946 Fahrzeuge von Renault angeboten und zeitweise auch montiert.
1954 erwarb McGee’s Stores das Unternehmen, ließ es aber unter dem alten Namen bestehen. 1960 endete die Fahrzeugmontage.
1964 kam das Aus. McGee’s (Dublin) wurde das Nachfolgeunternehmen.

## Fahrzeuge
Ab 1934 wurden von Plymouth die Modelle PJ (Business, Deluxe oder Standard), P2, P4, P6, P8, P10 und 12 und von Chrysler C6, C7, C16, C18 und C22 montiert. Die Plymouth erhielten die Modellnamen Baldoyle, Leopardstown und FMS, benannt nach irischen Rennstrecken. Ein Modell von DeSoto wurde Curragh genannt.
Für 1945 sind sechs P14 überliefert, die bereits 1941 in Teilen importiert wurden. Erst 1946 wurde der Markenname Plymouth verwendet. Erstes Modell war der P15, der ebenso wie der Chrysler C38W bis 1948 gefertigt wurde. 1949 entstand nur der Plymouth P18. 1950 waren es der Plymouth P20 und der Chrysler C48 (Royal oder Windsor), 1951 der Plymouth C23 und der Chrysler C51. Nach zwei Jahren ohne Montage entstand 1954 der Plymouth P25/2 und 1955 der Plymouth P26 (Plaza, Savoy oder Belvedere). Nach weiteren drei Jahren ohne Montage wurde 1959 der Plymouth M/156 und 1960 der Plymouth M156 montiert.
Die Montage von Renault-Modellen soll von etwa 1946 bis 1957 erfolgt sein. Es gibt eine Anzeige aus der Zeit unter Leitung von McGee’s, die auf etwa 1955 datiert ist. Darin wird der vom Summerfield montierte und vertriebene Renault 4 CV als Renault 750 bezeichnet. Allerdings sind keine Zulassungszahlen bekannt. Ab 1958 war die O’Flaherty Group für Montage und Vertrieb von Renault-Fahrzeugen zuständig. Erst ab 1958 taucht Renault in den Zulassungsstatistiken auf.

## Produktionszahlen
Nachstehend die Zulassungszahlen in Irland für Chrysler-Fahrzeuge aus den Jahren, in denen F. M. Summerfield sie montierte.
| Jahr      | Produktionszahlen |
| --------- | ----------------- |
| 1934–1941 | 707               |
| 1945      | 6                 |
| 1946–1948 | 401               |
| 1949      | 66                |
| 1950      | 48                |
| 1951      | 48                |
| 1952–1953 |                   |
| 1954      | 12                |
| 1955      | 12                |
| 1956–1958 |                   |
| 1959      | 36                |
| 1960      | 12                |
| Summe     | 1348              |